# Verner Boström
Lars Oskar Verner Boström, född 8 mars 1896 i Haukijärvi i Karl Gustav, död 8 december 1982 där, var en svensk diktare. 
Boström bodde hela sitt liv på sin avsides belägna hemgård fem kilometer från närmaste by Lappträsk. Hans originella dikter i minimalistisk stil med återkommande upprepningar gav han ut i tryck på egen bekostnad.
Efter en nyutgivning av hans samlade verk 2006 blev dikterna kända och väckte intresse hos litteraturrecensenter. Verner Boström omkom 1982 då hans stuga eldhärjades. Han var bror till Helga Boström.